# Gabriel Basso

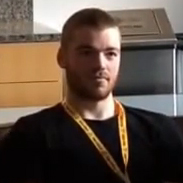
Louis Gabriel Basso (2015)

Louis Gabriel Basso III (* 11. Dezember 1994 in St. Louis, Missouri) ist ein US-amerikanischer Schauspieler.

## Leben und Karriere
Seine ersten beiden Filmrollen übernahm Gabriel Basso im Jahr 2007 bei Dreharbeiten in seiner Heimatstadt St. Louis. Nachdem diese winzigen zwei Rollen ein erster Einblick ins Kinogeschäft waren, zog seine Mutter 2008 mit ihm und seinen Schwestern nach Los Angeles. Seine Schwestern Alexandra und Annalise Basso sind auch im Schauspielgeschäft tätig.
In Hollywood erhielt Basso ab 2009 zunächst kleine Fernsehrollen sowie einen ersten größeren Auftritt im Abenteuerfilm Alabama Moon – Abenteuer Leben. Bekanntheit erreichte er durch die zwischen 2010 und 2013 erstausgestrahlte Comedyserie The Big C, in der er als Adam Jamison den Sohn der von Laura Linney verkörperten Hauptfigur spielte. Größere Filmrollen übernahm er 2011 im Science-Fiction-Film Super 8 unter Regie von J. J. Abrams sowie 2013 in der Coming-of-Age-Tragikomödie Kings of Summer als einer von drei Jugendlichen, die aus ihrem Zuhause fliehen und sich ein Haus im Wald errichten. 2015 war er neben Tom Hanks in Ithaca, dem Regiedebüt von Schauspielerin Meg Ryan, zu sehen und hatte eine Nebenrolle in der Actionkomödie Secret Agency – Barely Lethal. In dem Gerichtsdrama Lügenspiel (2016) mit Keanu Reeves verkörperte Basso einen Jugendlichen, der des Mordes an seinem wohlhabenden Vater angeklagt wird.
Nachdem Basso seit 2016 in keinen Film- und Fernsehproduktionen mehr mitspielte, wurde er 2019 für die Hauptrolle in Hillbilly-Elegie, der Verfilmung des gleichnamigen Buches von J. D. Vance, verpflichtet. Bei diesem Projekt stand er unter Regie von Ron Howard und spielte an der Seite von Amy Adams und Glenn Close. 2023 verkörperte er die Hauptrolle in der Netflix-Serie The Night Agent.

## Filmografie
- 2007: Meet Bill
- 2007: Alice Upside Down
- 2009: Ghost Town (Webserie)
- 2009: iCarly (Fernsehserie, 1 Folge)
- 2009: Alabama Moon – Abenteuer Leben (Alabama Moon)
- 2009: Eastwick (Fernsehserie, 1 Folge)
- 2010: The Middle (Fernsehserie, 1 Folge)
- 2010: Er-Shrek dich nicht! (Scared Shrekless; Fernseh-Kurzfilm)
- 2011: R. L. Stine’s The Haunting Hour (Fernsehserie, Folge Lights Out)
- 2010–2013: The Big C (Fernsehserie, 40 Folgen)
- 2011: Super 8
- 2012: BlackBoxTV (Fernsehserie, 1 Folge)
- 2012: Perception (Fernsehserie, 1 Folge)
- 2013: Kings of Summer (The Kings of Summer)
- 2014: The Hive
- 2014: The Red Road (Fernsehserie, 1 Folge)
- 2015: Secret Agency – Barely Lethal (Barely Lethal)
- 2015: Ithaca
- 2015: Anatomy of the Tide
- 2016: The Whole Truth – Lügenspiel (The Whole Truth)
- 2016: American Wrestler: The Wizard
- 2020: Hillbilly-Elegie (Hillbilly Elegy)
- 2023–2025: The Night Agent (Fernsehserie, 20 Folgen)
- 2024: The Strangers: Chapter 1
- 2024: Trigger Warning
- 2024: Juror #2